# Джексон, Джордж
Джордж Джексон (англ. George Jackson, 1780 — 1811) — британский (английский) ботаник и писатель.

## Биография
Джордж Джексон родился в Абердине в 1780 году и позже руководил А. Гербарий Ламберта. 2 февраля 1808 года он был избран членом Лондонского Линнеевского общества и внёс важный вклад в публикацию Генри Кренка Эндрюса The Botanist’s Repository. Он официально описал род Ormosia, опубликовав описание в «Трудах Линнеевского общества» (Transactions of the Linnean Society).
Джордж Джексон умер в 1811 году в возрасте 31 года.

## Научная деятельность
Джордж Джексон специализировался на семенных растениях.

## Почести
Род растений Jacksonia R.Br. был назван в его честь.